# Katedra w Sheffield
Katedra w Sheffield (ang. Sheffield Cathedral, lub Cathedral Church of St Peter and St Paul) – katedra Kościoła Anglii znajdująca się w Sheffield. Pierwotnie był to kościół parafialny, godność katedry uzyskał w 1914 roku, gdy utworzono diecezję Sheffield.

## Architektura

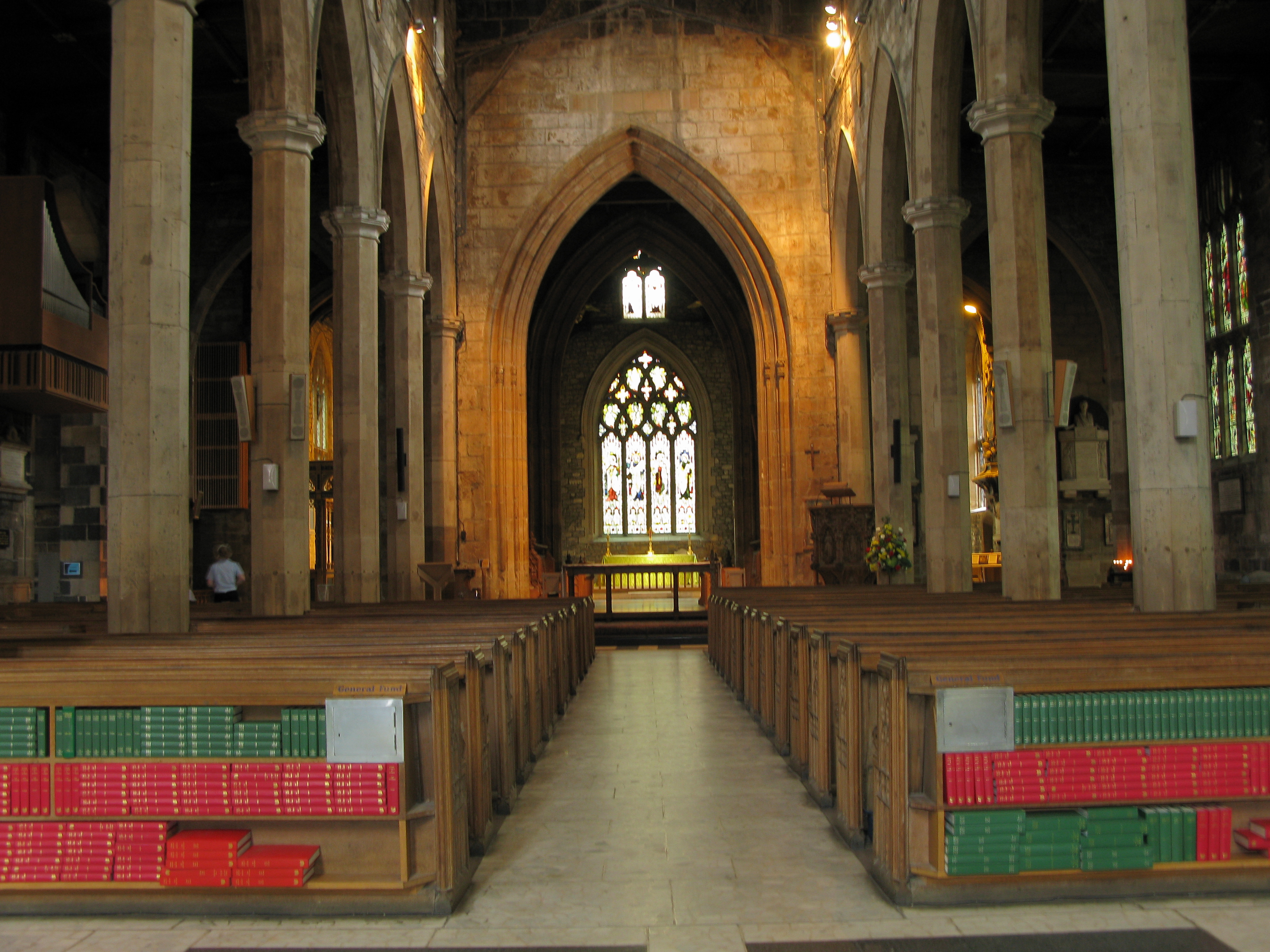
Wnętrze

Wieża przy skrzyżowaniu naw, iglica, prezbiterium i kaplice prezbiterium powstały około 1430 roku. Shrewsbury prezbiterium kaplicy 1520. Północna kaplica prezbiterium przebudowana na zakrystię w 1777 roku przez Thomasa Atkinsona i zamieniona na kaplicę w 1914 roku. Nawa główna i na wschodni kraniec przebudowane w latach 1790–1805, zapewne przez Johna Carra. Nawa główna została przedłużona i zostały dodane transepty w 1810 roku. Świątynia została odrestaurowana w 1841 roku przez Roberta Pottera. Transepty, arkady w nawie głównej, zachodni kraniec, oraz wschodnie okna przebudowane i odrestaurowane w 1880 roku przez Williama Flocktona. Kapitularz, biuro parafialne, i kaplica Ducha Świętego wybudowane w latach 1936-48 przez Sir Charlesa Nicholsona. Kruchta, łącznik i zachodni kraniec wzniesione w latach 1960-66 przez GG Pace i Ansell & Bailey. Mur ciosowy, dach ołowiany. Elementy sprzed 1880 roku zostały wykonane w stylu Perpendicular Style. Elementy dodane przez Nicholsona zostały wykonane w stylu Decorated Style. Elementy dodane w latach 60. XX wieku zostały wykonane w stylu Free Gothic.